# محله هوایی سیدر نرت
محله هوایی سیدر نرت (به انگلیسی: Cedars North Airpark) یک فرودگاه شهری است که یک باند فرود چمن دارد و طول باند آن ۵۶۷ متر است. این فرودگاه در شهر بتل گراند، واشینگتن کشور ایالات متحده آمریکا قرار دارد .